# Tweening

Digitales Tweening

Unter Tweening  oder lang Inbetweening (von engl. in between [zwischen, dazwischen]) versteht man bei der Schlüsselbildanimation ein Verfahren, bei dem Einzelbilder zwischen zwei Schlüsselbildern einer Animation erzeugt werden, um den Eindruck einer flüssigen Bewegung zu erwecken. Die zwischen den Schlüsselbildern entstandenen Bilder nennt man Inbetweens. Die Bilder zeichnen klassisch die Inbetweener, bei digitalen Animationen können die Inbetweens auch berechnet werden.

## Geschichte
In der Anfangszeit des Zeichentricks zeichneten Animatorinnen und Animatoren alle Zeichnungen selber. Da eine Person so nur sehr begrenzt eigene Sequenzen anfertigen konnte, ging man dazu über, die Arbeit aufzuteilen. Eine Person zeichnete die wichtigen Extreme einer Animation. Die dazwischenliegenden Bilder/Frames, die Inbetweens, erstellte dann jemand anderes.